# Adonisea separata
Adonisea separata är en fjärilsart som beskrevs av Augustus Radcliffe Grote 1879. Adonisea separata ingår i släktet Adonisea och familjen nattflyn. Inga underarter finns listade i Catalogue of Life.